# Албрехт VII фон Мансфелд
Албрехт VII (III, IV) фон Мансфелд-Хинтерорт (на немски: Albrecht VII (III, IV), von Mansfeld-Hinterort) е граф на Мансфелд-Хинтерорт.

## Биография
Роден е на 18 юни 1480 година в Лайпциг. Той е вторият син на граф Ернст I фон Мансфелд-Хинтерорт (ок. 1455 – 1486) от младата линия, и съпругата му Маргарета фон Мансфелд (ок. 1458 – 1531), дъщеря на граф Гебхард IV фон Мансфелд-Кверфурт (ок. 1430 – 1492) и Аделхайд фон Олденбург (ок. 1426 – 1545).
По баща е внук на граф Гюнтер II фон Мансфелд-Кверфурт (ок. 1410 – 1475) и първата му съпруга Анна фон Хонщайн-Клетенберг (ок. 1415 – 1450). По-големият му брат Гебхард (1478 – 1558) става граф на Мансфелд-Мителорт и се жени 1509 г. за Маргарета фон Глайхен-Бланкенхайн (ок. 1490 – 1567).
През 1511 г. Албрехт VII основава новия град Айзлебен за миньори от други части на Германия. През 1514 г. той строи църквата Св. Анен също и августинския манастир Св. Анна Айзлебен, който през 1516 г. е посетен от Мартин Лутер.
През 1525 г. Албрехт участва в битката при Франкенхаузен (15 май 1525) против въстаналите селяни. В 1530 г. той подписва в Аугсбург Confessio Augustana. През Шмалкалденската война в битката при Дракенбург на 23 май 1547 г. той ръководи войска на Шмалкалденския съюз от ок. 6500 души пехотинци и до 1400 конници и 24 артилерийски оръдия. Той побеждава чрез тактика императорската войска на херцог Ерих II фон Каленберг.
Умира на 4 март 1560 година в Лойтенберг на 79-годишна възраст.

## Фамилия
Албрехт VII се жени през 1518 г. за графиня Анна фон Хонщайн-Клетенберг (* ок. 1490; † 14 февруари 1559 в Лойтенберг), дъщеря на Ернст IV фон Хонщайн-Клетенберг и Фелицитас фон Байхлинген. Те имат децата:
- Анна (1522 – 26 декември 1537), омъжена сл. 23 септември 1536 г. в Мансфелд за граф Филип III фон Насау-Вайлбург (1504 – 1559)
- Фолрад V (11 март 1520 – 30 декември 1578), женен на 22 ноември 1556 г. в дворец Мансфелд за Барбара Ройс-Плауен (1528 – 1580)
- Каспар (ок. 1510 – 26 октомври 1542), женен на 28 август 1539 г. в Зиген за графиня Агнес фон Вид (ок. 1505 – 1588), дъщеря на граф Йохан III фон Вид и графиня Елизабет фон Насау-Диленбург
- Катарина (1521/25 – 1582), омъжена 1541 г. за граф Йохан Георг I фон Мансфелд-Айзлебен (1515 – 1579)
- Естер (1531 – 26 юли 1598)
- Волфганг († 1546)
- Йохан (1526 – 3 март 1567), женен I. на 8 юли 1554 г. за Доротея фон Померания-Щетин (1528 – 1558); II. на 14 август 1559 г. за принцеса Маргарета фон Брауншвайг-Люнебург (1534 – 1596)
- Карл (1534 – 17 февруари 1599), женен за Магдалена фон Сайн (1542 – 1599)
- Марта (1536 – ), омъжена на 16 февруари 1556 г. в замък Мансфелд за граф Йохан Хойер II фон Мансфелд-Фордерорт (1525 – 1585)
- Сара (ок. 1538 – 1565), омъжена за граф Йохан Ернст I фон Мансфелд-Фордерорт (1527 – 1575)
- Сузана (ок. 1540 – 8 февруари 1565), омъжена на 26/27 август 1562 г. за граф Лудвиг XVI фон Йотинген-Йотинген (1508 – 1569)
- 8 деца